# Den Oever

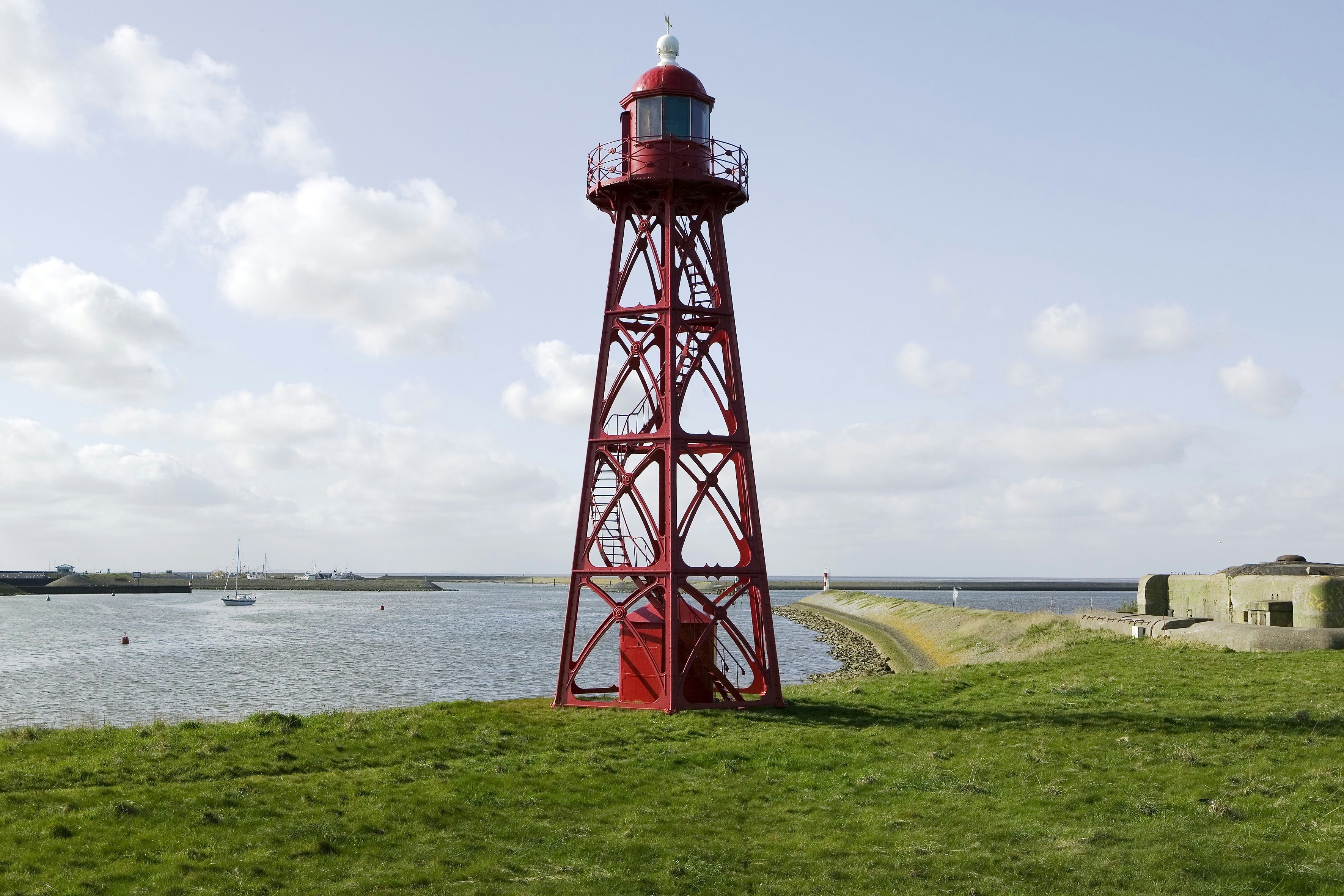
Il faro di Den Oever

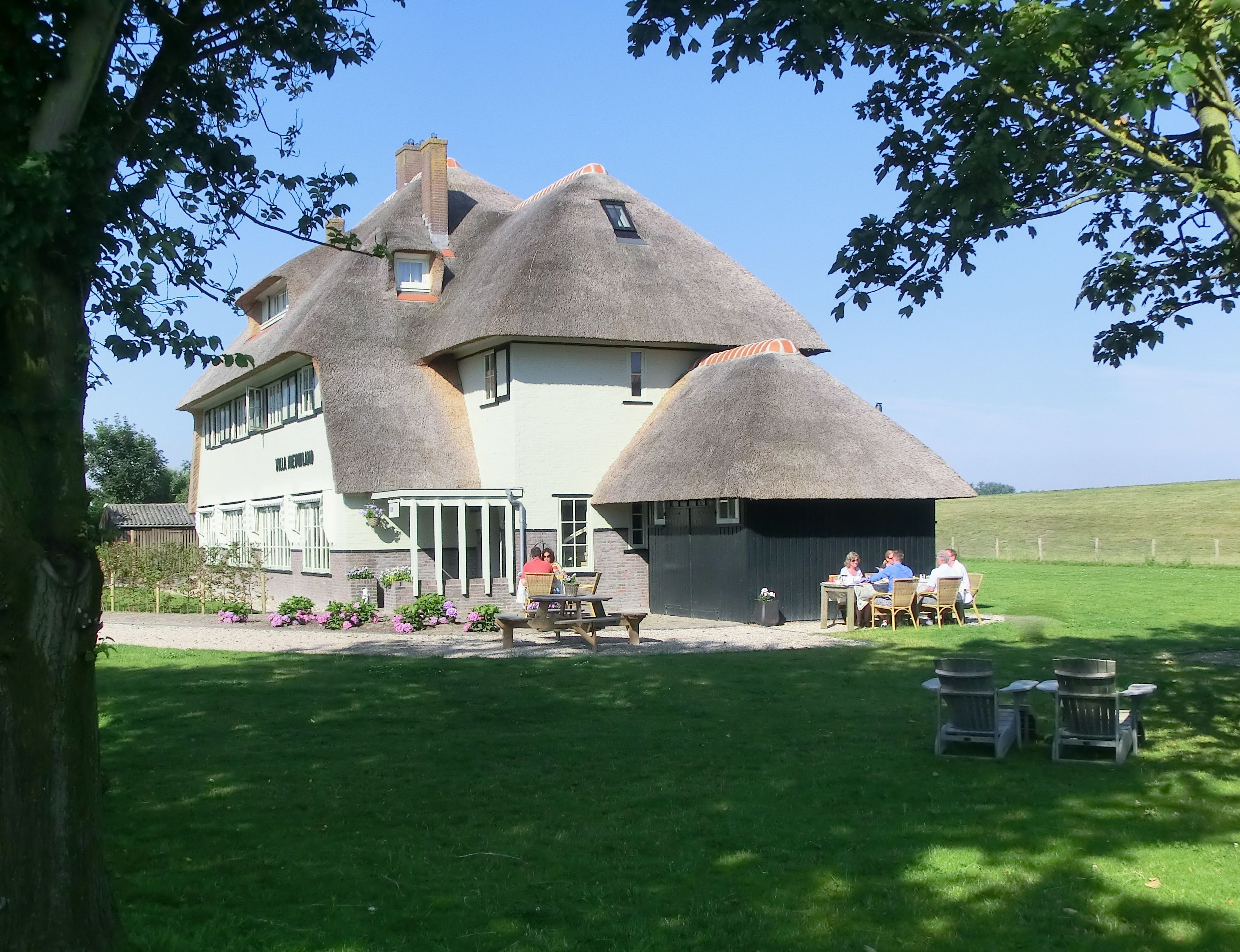
Villa Nieuwland, edificio classificato come rijksmonument a Den Oever trasformato in hotel

Den Oever è una località sul Mare del Nord del nord-ovest dei Paesi Bassi, facente parte della provincia dell'Olanda Settentrionale e situata nella regione di Kop van Noord-Holland e lungo il tratto iniziale dell'Afsluitdijk (la "Grande Diga") . Dal punto di vista amministrativo, si tratta di una frazione del comune di Hollands Kroon; fino al 2011 aveva invece fatto parte della municipalità soppressa di Wieringen, di cui, con una popolazione di circa 2.500 abitanti, era il villaggio più grande.

## Geografia fisica
Den Oever si trova nell'estremità settentrionale della provincia dell'Olanda Settentrionale, a circa 20 km ad est/nord-est di Breezand e a circa 13 km a nord di Wieringerwerf.
|  |

## Storia
Le origini di Den Oever risalgono probabilmente agli inizi del Medioevo. I primi insediamenti umani furono forse ad opera dei Vichinghi.

## Monumenti e luoghi d'interesse
Den Oever conta 25 edifici classificati come rijksmonumenten.

### Chiesa protestante
Tra i principali edifici storici di Den Oever, figura la chiesa protestante, risalente al XVII secolo.

### Faro di Den Oever
Edificio famoso è anche il faro di Den Oever, risalente al 1885.

### Mulino De Hoop
Altro edificio d'interesse è il mulino De Hoop, un mulino a vento risalente al 1652.
|  |

## Cultura

### Musei

#### Museo Het Huis van de Aarde
Altro luogo d'interesse è il museo Het Huis van de Aarde ("La casa della terra"), un museo di geologia e archeologia regionale, ospitato in una fattoria situata nella zona del porto.